# USS Harry S. Truman (CVN-75)
USS Harry S. Truman (CVN-75) är det åttonde hangarfartyget i Nimitz-klassen i den amerikanska flottan, uppkallad efter USA:s 33:e president Harry S. Truman. Fartygets anropssignal är Lone Warrior och har för närvarande sin hemmahamn vid Naval Station Norfolk, Virginia.

## Tjänstgöringshistorik
Harry S. Truman sjösattes den 14 september 1996 och byggdes av Newport News Shipbuilding i Newport News, Virginia, och togs i tjänst den 18 juli 1998 under kommendör Thomas Otterbeins befäl. President Bill Clinton var huvudtalare och andra framstående deltagare och talare inkluderade ledamoten av USA:s representanthus från Missouri Ike Skelton, Missouris guvernör Mel Carnahan, försvarsminister William Cohen och marinminister John H. Dalton.
USS Harry S. Truman var från början flaggskepp i Carrier Group Two och med början den 1 oktober 2004 i Carrier Strike Group Ten.

### Besök i Oslo 2024
Skeppet besökte Oslo från den första till sjätte november 2024 efter att haft övningar tillsammans med norska försvaret i norska närområden.